# Lovere
Lovere (lombardul: Lùer) település Olaszországban, Lombardia régióban, Bergamo megyében. Lakosainak száma 4964 fő (2023. január 1.). Lovere Castro, Sovere, Pianico, Costa Volpino, Pisogne és Bossico községekkel határos.

## Népesség
A település lakossága az elmúlt években az alábbi módon változott:
| Lakosok száma | 5292 | 5224 | 4964 |
|               | 2017 | 2018 | 2023 |